# Kvantno število
Kvantno število je brezrazsežno število, ki v kvantni mehaniki omogoča opis značilnosti določenega delca in njegovih stanj. Kvantni sistem ima lahko enega ali več kvantnih števil, ki pripadajo različnim značilnostim delca. Kvantna števila zavzemajo samo diskretne (posamične) vrednosti, ne pa zveznih vrednosti.
Ena izmed značilnosti kvantne mehanike je v tem, da lahko določene količine zavzamejo samo nezvezne vrednosti. V tem se kvantna mehanika najbolj razlikuje od klasične mehanike, kjer lahko količine zvezno zavzamejo vse vrednosti. 
Najlažje so razumljiva kvantna števila za elektron v atomu, kjer so določena naslednja kvantna števila:
| ime                                                    | oznaka                        | pomen za tirnico             | možne vrednosti                                                                                            | zgled |
| ------------------------------------------------------ | ----------------------------- | ---------------------------- | --- | --- |
| glavno kvantno število                                 | {\displaystyle n\,\!}         | lupina                       | {\displaystyle 1\leq n\,\!}                                                                                | {\displaystyle n=1,2,3...\,\!}                                                                                   |
| tirno kvantno število (vrtilna količina)               | {\displaystyle \ell \,\!}     | podlupina                    | {\displaystyle 0\leq \ell \leq n-1\,\!}                                                                    | za {\displaystyle n=3\,\!}: {\displaystyle \ell =0,1,2\,(s,p,d)\,\!}                                             |
| magnetno kvantno število (projekcija vrtilne količine) | {\displaystyle m_{\ell }\,\!} | usmerjenost oblike podlupine | {\displaystyle -\ell \leq m_{\ell }\leq \ell \,\!}                                                         | za {\displaystyle \ell =2\,\!}: {\displaystyle m_{\ell }=-2,-1,0,1,2\,\!}                                        |
| spinsko kvantno število                                | {\displaystyle m_{s}\,\!}     | spin                         | {\displaystyle -{\begin{matrix}{\frac {1}{2}}\end{matrix}},{\begin{matrix}{\frac {1}{2}}\end{matrix}}\,\!} | samo: {\displaystyle -{\begin{matrix}{\frac {1}{2}}\end{matrix}},{\begin{matrix}{\frac {1}{2}}\end{matrix}}\,\!} |

## Glavno kvantno število
Označujemo ga z oznako {\displaystyle n\,\!} (tudi n). 

Zavzame lahko vrednosti {\displaystyle n\in \{1,2,3,\ldots \}}.

## Tirno kvantno število
Označujemo ga z oznako {\displaystyle \ell \,\!} (tudi l). Za vsak dani {\displaystyle n\,\!}, lahko zavzame vrednosti med 0 in n-1 
{\displaystyle l\in \{0,1,2,\ldots ,n-1\}}. 

Primer: če je {\displaystyle n\,\!} enak 3, lahko {\displaystyle \ell \,\!} zavzame vrednosti 0, 1 in 2. Posamezne vrednosti za različne {\displaystyle \ell \,\!} se označuje tudi s črkovnimi oznakami 
- s (iz angleške besede sharp) za {\displaystyle \ell \,\!} = 0
- p (iz angleške besede principal) za {\displaystyle \ell \,\!} = 1
- d (iz angleške besede diffuse) za {\displaystyle \ell \,\!} = 2
- f (iz angleške besede fundamental) za {\displaystyle \ell \,\!} = 3

V primeru, ki je naveden zgoraj, bi to bile oznake s (za {\displaystyle \ell \,\!} = 0), p (za {\displaystyle \ell \,\!}= 1) in d (za {\displaystyle \ell \,\!} = 2).

## Magnetno kvantno število
Magnetno kvantno število označujemo z {\displaystyle m_{\ell }\,\!} (tudi ml). To kvantno število določa usmerjenost tirnice. Za vsak {\displaystyle \ell \,\!} lahko zavzame vrednosti med -{\displaystyle \ell \,\!} in +{\displaystyle \ell \,\!}:
{\displaystyle m_{\ell }\in \{-l,-(l-1)\ldots (l-1),l\}}:
- za {\displaystyle \ell \,\!} = 0 je lahko {\displaystyle m_{\ell }\,\!} = 0, kar pomeni samo eno usmerjenost ali samo eno kvantno stanje
- za {\displaystyle \ell \,\!} = 1 je lahko {\displaystyle m_{\ell }\,\!} = -1, 0, +1, kar pomeni tri usmerjenosti ali tri kvantna stanja

## Spinsko kvantno število
Spinsko kvantno število označujemo z {\displaystyle m_{s}\,\!} (tudi ms). Zavzame lahko samo vrednosti +1/2 in -1/2 ali 

{\displaystyle m_{s}\in \left\{-{\frac {1}{2}},{\frac {1}{2}}\right\}}